# Macaranga indica
Macaranga indica là một loài thực vật có hoa trong họ Đại kích. Loài này được Wight mô tả khoa học đầu tiên năm 1852.